# Maddie Ziegler
Madison Nicole Ziegler (Pittsburgh, 30 de setembro de 2002), mais conhecida como Maddie Ziegler, é uma dançarina, atriz, modelo, dubladora e autora norte-americana. Tornou-se conhecida por sua participação em Dance Moms, um reality show do canal americano Lifetime, e por suas aparições nos vídeoclipes de  "Chandelier", "Elastic Heart", "Big Girls Cry",  "Cheap Thrills" e "The Greatest", entre outras canções da cantora australiana Sia. Além de ter sido uma das favoritas no reality e fazer clipes que alcançaram mais de 1 bilhão de visualizações, Maddie virou jurada no programa americano So You Think You Can Dance. Tem sua própria marca de roupas, Maddie Style e linha de maquiagem com Morphe, The Imagination Collection. Também participou do filme The Book of Henry como Christina  e fez aparições na série da Nickelodeon, Nicky, Ricky, Dicky e Dawn, na série Pretty Little Liars e na série do Disney Channel, Austin e Ally. Além disso, escreveu dois livros, "The Maddie Diaries: A Memoir” e "The Audition".
Em 2021, Maddie Ziegler fez parte do remake do filme-musical West Side Story, onde interpretou a Velma, uma das garotas Jets. Em 2021, foi lançado o original Netflix, The Fallout. Maddie protagonizou a produção ao lado de Jenna Ortega. Maddie também protagoniza o filme Music, de 2021, dirigido pela sua madrinha, Sia. Como dubladora, Maddie foi a voz de “Camille”, na animação Ballerina e se auto-interpretou em um episódio da série de animação, Scooby Doo and Guess Who?. Sua carreira de modelo começou cedo, desde pequena Maddie estampa catálogos de marcas. Em 2015, protagonizou o desfile da Ralph Lauren Children’s Fashion Show. Em 2017, assinou um contrato com a IMG Models. Em 2019, Maddie compareceu ao Rodarte Fashion Show in San Marino. Em 2018, Maddie foi o rosto da campanha de primavera da Tiffany & Co. e promoveu a fragrância “Daisy” da marca Marc Jacobs. Em 2019, anunciou parceria com a grife Christian Dior SE Beauty e lançou sua primeira coleção (de três) com a marca de roupas fitness de Kate Hudson, “Fabletics”. Maddie já foi a capa de várias revistas, como “Marie Claire Magazine”, “Seventeen”, Cosmopolitan, “Stella”, “It Girl”, “Hunger” e etc. Sua irmã Mackenzie Ziegler, também fez parte de Dance Moms, e hoje é uma cantora de sucesso.

## Primeiros anos
Maddie é filha de Melissa Ziegler-Gisoni e Kurt Ziegler e nasceu em 2002, em Pittsburgh, Pensilvânia. Os pais de Maddie se divorciaram em 2011, citando que, neste período, a dança foi importante tanto do ponto de vista financeiro quanto emocional para a família. Em 2016 Maddie saiu da Abby Lee Dance Company. Ela é treinada em sapateado, balé, dança lírica, acro, jazz e aerial dance. Maddie tem uma irmã mais nova, Mackenzie Ziegler, que nasceu em 4 de junho de 2004, com o nome de "Taylor Frances Ziegler" (que também era uma dançarina ativa no Abby Lee Dance Company), dois meio-irmãos mais velhos do casamento anterior do pai, e duas meia-irmãs mais velhas.
Até 2012, ela frequentou a Sloan Elementary School, antes de sair para estudar em casa. Atualmente ela e sua família vivem em Murrysville, Pensilvânia.

## Filantropia
Maddie, juntamente com sua mãe e sua irmã Mackenzie Ziegler, possui uma parceria com a Starlight Children's Foundation.

## Filmografia

### Cinema
| Ano  | Título                                 | Papel               |
| ---- | -------------------------------------- | ------------------- |
| 2017 | The Book of Henry                      | Christina           |
| 2020 | To All the Boys: P.S. I Still Love You | Garota do Pep Squad |
| 2021 | Music                                  | Music               |
| 2021 | The Fallout                            | Mia Reed            |
| 2021 | West Side Story                        | Velma               |
| 2023 | Fitting In                             | Lindy               |
| 2024 | My Old Ass                             | Ruthie              |

### Televisão
| Ano       | Título                     | Papel                 | Notas                                       |
| --------- | -------------------------- | --------------------- | ------------------------------------------- |
| 2012      | Drop Dead Diva             | Deb jovem             | Episódio: "Lady Parts"                      |
| 2015      | Austin & Ally              | Shelby Hayden         | Episódio: "Homework and Hidden Talents"     |
| 2015      | Pretty Little Liars        | Dançarina assustadora | Episódio: "She's No Angel"                  |
| 2016–2017 | Nicky, Ricky, Dicky & Dawn | Eiffel                | 2 episódios                                 |
| 2019      | Spirit Riding Free         | Rose Pendelton        | Episódio: "Lucky and the Dressage Sabotage" |
| 2020      | Scooby-Doo and Guess Who?  | Ela mesma             | Episódio: "Dance Matron of Mayhem!"         |

## Videoclipes
| Ano  | Música                 | Artista                  |
| ---- | ---------------------- | ------------------------ |
| 2011 | "It's Like Summer"     | LUX                      |
| 2012 | "Cry"                  | Alexx Calise             |
| 2012 | "Summer Love Song"     | Brooke Hyland            |
| 2014 | "Girl Party"           | Mack Z                   |
| 2014 | "Freaks Like Me"       | Todrick Hall             |
| 2014 | "Chandelier"           | Sia                      |
| 2014 | "Shine"                | Mack Z                   |
| 2015 | "Elastic Heart"        | Sia                      |
| 2015 | Big Girls Cry          | Sia                      |
| 2016 | "Cheap Thrills"        | Sia                      |
| 2016 | "Taylor in Wonderland" | Todrick Hall             |
| 2016 | "The Greatest"         | Sia                      |
| 2017 | "Feel It Still"        | Portugal. The Man        |
| 2017 | "Rainbow"              | Sia                      |
| 2018 | "Passenger"            | Sia                      |
| 2018 | "Thundercloud"         | LSD                      |
| 2019 | "BITCH"                | Lennon Stella            |
| 2019 | "Graduation"           | benny blanco; Juice WRLD |
| 2020 | "Together"             | Sia                      |